# Altorf
Altorf (literalmente en alsaciano, Pueblo Viejo) es un localidad y comuna de Francia del departamento de Bajo Rin, en la región de Alsacia.

## Historia

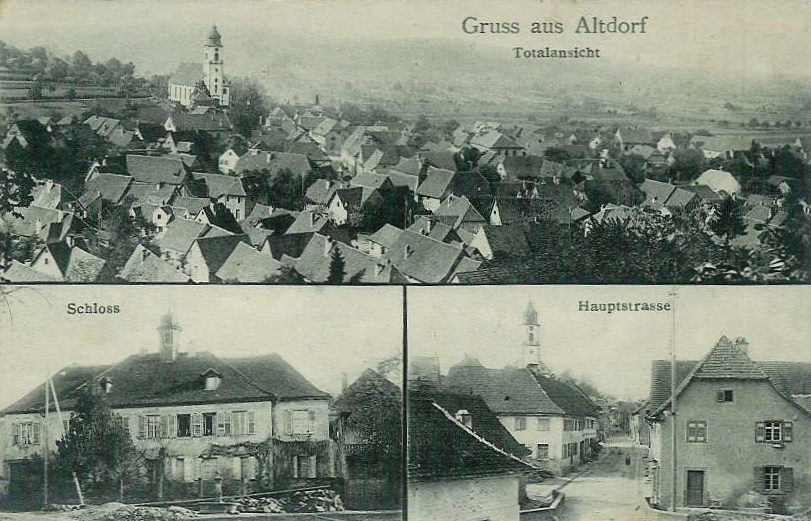
Postal de principios del.

Situada a proximidad de Molsheim sobre una vía romana, dependió de los poderosos condes de Eguisheim durante el Sacro Imperio hasta ser posesión del obispado de Estrasburgo. Fue destruida durante la revuelta de los estrasburgeses contra el obispado en 1262 y más adelante, durante la Guerra de los Treinta Años.

## Turismo
- Abadía de San Cyrique, benedictina del siglo X y XIII. Ampliación barroca debida al arquitecto Peter Thumb. Dispone de un órgano de 1730.